# Cas essiu
El cas essiu és un cas gramatical a les llengües ugrofineses que expressa un estat temporal, més o menys equivalent al català quan jo era... o de....
En finès, aquest cas es marca amb l'addició del sufix "-na/-nä" a l'arrel del nom.
- Exemple: lapsi "nen" → lapsena "de nen", "quan era un nen"

En estonià, aquest cas es marca amb l'addició del sufix "-na" al cas genitiu.
- Exemple: laps "nen" → lapse "de nen" (aquí el de és un genitiu, no vol dir quan jo era…) → lapsena "quan era nen".

En finès també s'empra per especificar temps, dies i dates en les quals passa alguna cosa. A tall d'exemple:
maanantaina → "El dilluns", kuudentena joulukuuta → "el sis de desembre". Algunes expressions fan servir l'essiu amb l'antic significat locatiu (ex. kotona, "a casa").
- Luen lehtiä kotona. "Llegeixo el diari a casa." Si en lloc d'això s'empra l'inessiu, expressarà llegir-lo en una ubicació física i no tindrà el significat abstracte de casa.
- Kodissani tehdään remonttia. "A casa meva, s'hi duu a terme una renovació."